# Gitane

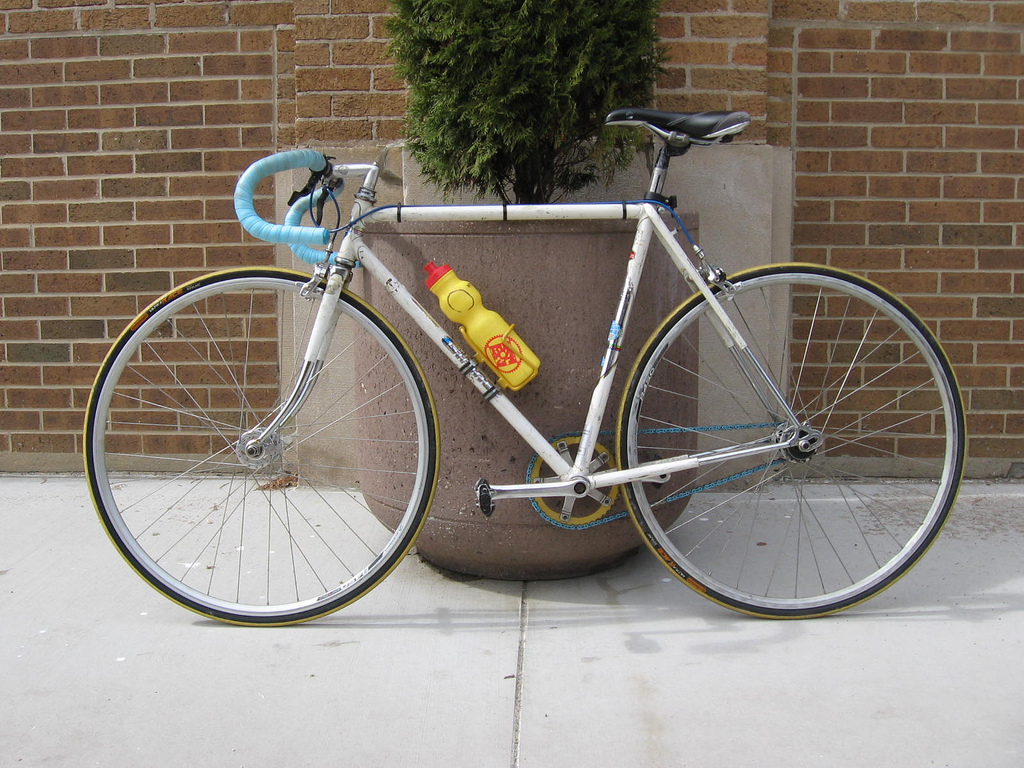

Gitane is een Franse fabrikant van rijwielen en voormalig sponsor van wielerploegen, het bedrijf is gevestigd in Machecoul in het departement Loire-Atlantique. De naam betekent zigeunervrouw. Gitane behoort tegenwoordig tot de Cycleurope-groep.

## Geschiedenis
De geschiedenis van Gitane gaat terug tot 1923 toen Marcel Brunelière (1893-1973) een smederij en agrarische herstelwerkplaats begon in Machecoul. Hij ging fietsonderdelen maken en begon fietsen te assembleren voor de merken G.M.B en Marbru. In 1930 bracht hij zijn eigen fietsen op de markt onder de naam Gitane. Vanaf 1953 kwam hier de productie van bromfietsen en motorfietsen bij, hierbij werd gebruikgemaakt van Ydral-, VAP- en Mistral-inbouwmotoren van 49- tot 173 cc. De bedrijfsnaam veranderde in 1960 van Gitane naar S.A. Micmo Cycles Gitane des Cycles & Motocycles Machecoul, Loire Inf. maar bleef onder de naam Gitane de fietsen verkopen.
In 1974 had het autoconcern Renault 30% van de aandelen verworven en in 1976 volgende een volledige overname. Nadat in 1985 Georges Besse aan het hoofd kwam bij Renault werd Micmo verkocht en ging het zelfstandig verder. In 1992 vormde Micmo samen met Cycles Peugeot en het Spaanse BH de Cycleurope group om de opkomende Aziatische concurrentie het hoofd te bieden.

## Wielrennen
| Gitane als sponsor | Gitane als sponsor                                    |
| ------------------ | ----------------------------------------------------- |
| 1947               | Gitane                                                |
| 1948               | Gitane-Stella                                         |
| 1949-1956          | Gitane-Hutchinson                                     |
| 1957               | Gitane                                                |
| 1960-1961          | Rapha-Gitane-Dunlop                                   |
| 1962               | Rapha-Gitane-Dunlop Gitane-Leroux-Dunlop-R. Geminiani |
| 1963               | Saint Raphäel-Gitane-R. Geminiani                     |
| 1964               | Saint Raphäel-Gitane-Dunlop                           |
| 1965               | Bières 33-Gitane                                      |
| 1966               | Ford France-Hutchinson Geminiani Gitane               |
| 1967               | Bières 33-Gitane (in Parijs-Nice)                     |
| 1969               | Gitane-Pampril                                        |
| 1970-1972          | Gitane                                                |
| 1972               | Siriki-Munck-Gitane                                   |
| 1973               | Siriki-Munck-Gitane-Beck's Gitane-Frigécrème          |
| 1974               | Munck-Beck's Sonolor-Gitane                           |
| 1975-1977          | Gitane-Compagnolo                                     |
| 1976-1981          | Gitane (1980 + Hamilton)                              |
| 1978-1980          | Renault-Gitane                                        |
| 1981-1985          | Renault-Elf                                           |
| 1983               | Eorex-Magniflex                                       |
| 1984               | Newsweek Int.-Morlands-Gitane-Gibbsport               |
| 1986-1988          | Système U                                             |
| 1989               | Gitane-Mavic Alumetal-Hutchinson-Gitane               |
| 1992               | RMO-Onet                                              |
| 1997-2001          | La Française des Jeux                                 |
| 2002-2004          | Big Mat-Auber 93                                      |

Gitane is vooral bekend als sponsor van wielerploegen. Gitane was dit zowel als hoofd- als cosponsor van zowel Franse als buitenlandse ploegen. Vanaf de jaren negentig werden ook mountainbiketeams gesponsord. Momenteel sponsort Gitane geen professionele wielerploeg.
Bekende renners die onder contract stonden bij (een door) Gitane (gesponsorde ploeg) zijn onder andere Jean Stablinski (1953-1955 + 1963-1965), Rudi Altig (1960-1964), Jacques Anquetil (1963-1965), Joop Zoetemelk (1973), Lucien van Impe (1974-1976), Bernard Hinault (1975-1983), Greg LeMond (1981-1984) en Laurent Fignon (1982-1988).